# Liste der Lieder von Varg
Dies ist eine tabellarische Liste der Lieder von Varg, einer deutschen Pagan-Metal-Band. Sie umfasst alle Stücke, die die Band seit ihrer Gründung 2003 veröffentlicht und interpretiert hat. Die Einträge sind nach Titelname alphabetisch absteigend sortiert. Es ist jeweils der Tonträger verzeichnet, auf dem das Lied erstmals veröffentlicht wurde. Die Liste enthält zudem Songs anderer Musiker, die von Varg gecovert wurden. Beiträge auf Kompilationen werden nur gelistet, wenn sie von den Versionen auf regulären eigenen Veröffentlichungen abweichen.

## Erläuterungen zur Liste
In den Spalten der Tabelle sind neben dem Titel des Musikstücks die Spieldauer in Minuten und Sekunden, der Titel des Tonträger, auf dem das Stück veröffentlicht wurde, das Jahr der Erstveröffentlichung und gegebenenfalls zusätzliche Anmerkungen angegeben.
Die Tabelle ist per Voreinstellung alphabetisch nach dem Titel des Musikstücks sortiert. Darüber hinaus kann sie nach den anderen Spalten durch Anklicken der kleinen Pfeile im Tabellenkopf auf- oder absteigend sortiert werden.

## Liste der Lieder
| Titel                                                 | Dauer | Tonträger                         | Jahr | Anmerkungen                                                                                    |
| ----------------------------------------------------- | ----- | --------------------------------- | ---- | ---------------------------------------------------------------------------------------------- |
| 793                                                   | 4:15  | Zeichen                           | 2020 | [ 1 ]                                                                                          |
| 793 (feat. Lokhi & Balgeroth)                         | 4:15  | Zeichen                           | 2020 | Limited Edition Bonus-CD, Gastsänger Mario Möginger (Wolfchant) und Thomas Gurrath (Balgeroth) |
| A Thousand Eyes                                       | 4:04  | Guten Tag                         | 2012 | [ 3 ]                                                                                          |
| Abendrot                                              | 2:59  | Rotkäppchen                       | 2015 | EP                                                                                             |
| Achtung                                               | 3:41  | Das Ende aller Lügen              | 2016 | [ 5 ]                                                                                          |
| Achtung                                               | 3:41  | Das Ende aller Lügen              | 2016 | englisch, Limited Edition Bonus-CD                                                             |
| Achtung                                               | 3:41  | Das Ende aller Lügen              | 2016 | instrumental, Box-Edition (CD 3)                                                               |
| Alter Feind                                           | 5:36  | Blutaar                           | 2010 | [ 8 ]                                                                                          |
| Angriff                                               | 4:30  | Guten Tag                         | 2012 | [ 3 ]                                                                                          |
| Anti                                                  | 3:45  | Guten Tag                         | 2012 | [ 3 ]                                                                                          |
| Apokalypse                                            | 5:06  | Guten Tag                         | 2012 | [ 3 ]                                                                                          |
| Asatru                                                | 4:10  | Wolfszeit                         | 2007 | [ 9 ]                                                                                          |
| Asatru                                                | 4:11  | Wolfszeit II                      | 2019 | Neueinspielung des Debütalbums                                                                 |
| Ascheregen                                            | 4:28  | Das Ende aller Lügen              | 2016 | [ 5 ]                                                                                          |
| Ascheregen                                            | 4:28  | Das Ende aller Lügen              | 2016 | instrumental, Box-Edition (CD 3)                                                               |
| Auf die Götter                                        | 3:53  | Zeichen                           | 2020 | [ 1 ]                                                                                          |
| Auf die Götter (feat. Aello)                          | 3:53  | Zeichen                           | 2020 | Limited Edition Bonus-CD, Gastsänger Aello die Windböe (Harpyie)                               |
| Aus der Asche ins Licht                               | 4:08  | Wolfskult                         | 2011 | Limited Edition Bonus-CD                                                                       |
| Beißreflex                                            | 3:30  | Götterdämmerung                   | 2017 | EP                                                                                             |
| Blut und Feuer                                        | 4:10  | Guten Tag                         | 2012 | [ 3 ]                                                                                          |
| Blutaar                                               | 5:24  | Blutaar                           | 2010 | [ 8 ]                                                                                          |
| Blutaar [Live am Wolfszeit Festival 2011]             | 5:27  | Legacy EP                         | 2012 | EP (Beilage in Legacy #80), Livesong                                                           |
| Blutdienst                                            | 4:02  | Wolfszeit                         | 2007 | [ 9 ]                                                                                          |
| Blutdienst                                            | 4:03  | Wolfszeit II                      | 2019 | Neueinspielung des Debütalbums                                                                 |
| Blutdienst II                                         | 5:36  | Blutaar                           | 2010 | [ 8 ]                                                                                          |
| Blutdienst III                                        | 5:28  | Wolfskult                         | 2011 | [ 14 ]                                                                                         |
| Dance of the Dead                                     | 4:45  | Das Ende aller Lügen              | 2016 | englisch, Limited Edition Bonus-CD                                                             |
| Darkness                                              | 4:06  | Das Ende aller Lügen              | 2016 | englisch, Limited Edition Bonus-CD                                                             |
| Das alte Feuer                                        | 6:26  | Wolfszeit                         | 2007 | [ 9 ]                                                                                          |
| Das alte Feuer (edit)                                 | 4:59  | Pagan Fire Brandsatz              | 2007 | Kompilation, Sonderheftbeilage Legacy                                                          |
| Das alte Feuer (edit)                                 | 6:10  | Might Is Right – Nordic Warchants | 2007 | Kompilation                                                                                    |
| Das alte Feuer                                        | 6:26  | Wolfszeit II                      | 2019 | Neueinspielung des Debütalbums                                                                 |
| Das Ende aller Lügen                                  | 3:03  | Das Ende aller Lügen              | 2016 | [ 5 ]                                                                                          |
| Das Ende aller Lügen                                  | 3:03  | Das Ende aller Lügen              | 2016 | instrumental, Box-Edition (CD 3)                                                               |
| Der große Diktator                                    | 2:26  | Das Ende aller Lügen              | 2016 | [ 5 ]                                                                                          |
| Der große Diktator                                    | 2:26  | Das Ende aller Lügen              | 2016 | instrumental, Box-Edition (CD 3)                                                               |
| Der Sonne entgegen                                    | 5:03  | Schildfront                       | 2020 | Coversong, Split-Album mit Minas Morgul                                                        |
| Die Nacht war lang (feat. Robse)                      | 2:44  | Wolfskult                         | 2011 | Gastsänger Robert Dahn (Equilibrium), Limited Edition Bonus-CD                                 |
| Donareiche                                            | 5:51  | Wolfszeit                         | 2007 | [ 9 ]                                                                                          |
| Donareiche [Live am Wolfszeit Festival 2011]          | 5:25  | Legacy EP                         | 2012 | EP (Beilage in Legacy #80), Livesong                                                           |
| Donareiche                                            | 5:54  | Wolfszeit II                      | 2019 | Neueinspielung des Debütalbums                                                                 |
| Dunkelheit                                            | 4:06  | Das Ende aller Lügen              | 2016 | [ 5 ]                                                                                          |
| Dunkelheit                                            | 4:06  | Das Ende aller Lügen              | 2016 | instrumental, Box-Edition (CD 3)                                                               |
| Ein Tag wie heute (feat. Dom R. Crey)                 | 5:40  | Rotkäppchen                       | 2015 | EP, Gastsänger Dom R. Crey von Equilibrium                                                     |
| Einherjer                                             | 3:56  | Das Ende aller Lügen              | 2016 | [ 5 ]                                                                                          |
| Einherjer                                             | 3:56  | Das Ende aller Lügen              | 2016 | englisch, Limited Edition Bonus-CD                                                             |
| Einherjer                                             | 3:56  | Das Ende aller Lügen              | 2016 | instrumental, Box-Edition (CD 3)                                                               |
| Eisenseite                                            | 5:19  | Ewige Wacht                       | 2023 | [ 18 ]                                                                                         |
| Eisenseite (feat. Heri Joensen)                       | 5:19  | Ewige Wacht                       | 2023 | Limited Edition Bonus-CD, Gastsänger Heri Joensen (Týr)                                        |
| Erwache                                               | 6:54  | Schildfront                       | 2020 | Split-Album mit Minas Morgul                                                                   |
| Ewige Wacht                                           | 4:57  | Ewige Wacht                       | 2023 | [ 18 ]                                                                                         |
| Ewige Wacht (feat. Forndom)                           | 4:57  | Ewige Wacht                       | 2023 | Limited Edition Bonus-CD, Gastsänger Ludvig Swärd (Forndom)                                    |
| Fara Til Ránar                                        | 4:09  | Zeichen                           | 2020 | [ 1 ]                                                                                          |
| Fara Til Ránar (feat. Chrigel Glanzmann)              | 4:09  | Zeichen                           | 2020 | Limited Edition Bonus-CD, Gastsänger Christian Glanzmann (Eluveitie)                           |
| Feld der Ehre                                         | 3:56  | Zeichen                           | 2020 | [ 1 ]                                                                                          |
| Feld der Ehre (feat. Robse Dahn)                      | 3:56  | Zeichen                           | 2020 | Limited Edition Bonus-CD, Gastsänger Robert Dahn (Equilibrium)                                 |
| Frei wie der Wind                                     | 3:44  | Guten Tag                         | 2012 | [ 3 ]                                                                                          |
| Fylgja                                                | 5:02  | Ewige Wacht                       | 2023 | [ 18 ]                                                                                         |
| Fylgja (feat. Eïs)                                    | 5:02  | Ewige Wacht                       | 2023 | Limited Edition Bonus-CD, Gastsänger Alboin (Eïs)                                              |
| Gedanke und Erinnerung                                | 3:12  | Guten Tag                         | 2012 | [ 3 ]                                                                                          |
| Glorreiche Tage                                       | 4:10  | Wolfskult                         | 2011 | [ 14 ]                                                                                         |
| Glutsturm                                             | 5:20  | Wolfskult                         | 2011 | [ 14 ]                                                                                         |
| Götterdämmerung                                       | 4:01  | Götterdämmerung                   | 2017 | EP                                                                                             |
| Guten Tag                                             | 3:33  | Legacy EP                         | 2012 | EP (Beilage in Legacy #80)                                                                     |
| Guten Tag                                             | 3:44  | Guten Tag                         | 2012 | [ 3 ]                                                                                          |
| Hammer                                                | 3:35  | Ewige Wacht                       | 2023 | [ 18 ]                                                                                         |
| Hammer (feat. Ektomorf)                               | 3:35  | Ewige Wacht                       | 2023 | Limited Edition Bonus-CD, Gastsänger Zoltán Farkas (Ektomorf)                                  |
| Hel                                                   | 3:45  | Götterdämmerung                   | 2017 | EP                                                                                             |
| Helden der Nacht                                      | 4:07  | Wolfskult                         | 2011 | Limited Edition Bonus-CD                                                                       |
| Heldentod                                             | 6:43  | Wolfszeit                         | 2007 | [ 9 ]                                                                                          |
| Heldentod                                             | 6:41  | Wolfszeit II                      | 2019 | Neueinspielung des Debütalbums                                                                 |
| Hidden Track                                          | 33:35 | Rotkäppchen                       | 2015 | EP, instrumental, Hidden Bonus Track                                                           |
| Horizont                                              | 3:39  | Guten Tag                         | 2012 | [ 3 ]                                                                                          |
| Immer Treu                                            | 4:19  | Ewige Wacht                       | 2023 | [ 18 ]                                                                                         |
| Immer Treu (feat. Rotting Christ)                     | 4:19  | Ewige Wacht                       | 2023 | Limited Edition Bonus-CD, Gastsänger Sakis Tolis (Rotting Christ)                              |
| Invictus                                              | 5:05  | Blutaar                           | 2010 | [ 8 ]                                                                                          |
| Jagd                                                  | 1:38  | Wolfskult                         | 2011 | [ 14 ]                                                                                         |
| Járnsíðasleið                                         | 1:05  | Ewige Wacht                       | 2023 | [ 18 ]                                                                                         |
| Járnsíðasleið                                         | 1:05  | Ewige Wacht                       | 2023 | [ 19 ]                                                                                         |
| Knochenpfad                                           | 4:43  | Götterdämmerung                   | 2017 | EP                                                                                             |
| Leben                                                 | 3:26  | Guten Tag                         | 2012 | [ 3 ]                                                                                          |
| Morgenrot                                             | 4:19  | Ewige Wacht                       | 2023 | [ 18 ]                                                                                         |
| Morgenrot (feat. Harpyie & Kanonenfieber)             | 4:19  | Ewige Wacht                       | 2023 | Limited Edition Bonus-CD, Gastsänger Aello (Harpyie) & Noise (Kanonenfieber)                   |
| Nagelfar                                              | 4:39  | Wolfskult                         | 2011 | [ 14 ]                                                                                         |
| Nagelfar [Live am Wolfszeit Festival 2011]            | 5:02  | Legacy EP                         | 2012 | EP (Beilage in Legacy #80), Livesong                                                           |
| Nebelleben                                            | 1:55  | Blutaar                           | 2010 | [ 8 ]                                                                                          |
| Nichts zu fürchten                                    | 3:41  | Wolfskult                         | 2011 | Limited Edition Bonus-CD                                                                       |
| Phönix                                                | 4:52  | Wolfskult                         | 2011 | [ 14 ]                                                                                         |
| Rain of Ash                                           | 4:28  | Das Ende aller Lügen              | 2016 | englisch, Limited Edition Bonus-CD                                                             |
| Rán                                                   | 1:05  | Zeichen                           | 2020 | instrumental                                                                                   |
| Rán                                                   | 1:05  | Zeichen                           | 2020 | instrumental, Limited Edition Bonus-CD                                                         |
| Red Riding Hood (feat. Christopher Bowes)             | 4:21  | Rotkäppchen                       | 2015 | EP, Gastsänger Christopher Bowes (Alestorm)                                                    |
| Revolution                                            | 3:45  | Das Ende aller Lügen              | 2016 | [ 5 ]                                                                                          |
| Revolution                                            | 3:45  | Das Ende aller Lügen              | 2016 | englisch, Limited Edition Bonus-CD                                                             |
| Revolution                                            | 3:45  | Das Ende aller Lügen              | 2016 | instrumental, Box-Edition (CD 3)                                                               |
| Rødhette (feat. Trollfest)                            | 4:21  | Rotkäppchen                       | 2015 | EP, Gastmusiker Trollfest                                                                      |
| Rotkäppchen (feat. Anna Murphy)                       | 4:24  | Wolfskult                         | 2011 | Gastmusikerin Anna Murphy (Drehleier, Eluveitie), Limited Edition Bonus-CD                     |
| Rotkäppchen feat. Anna Murphy                         | 4:31  | Legacy EP                         | 2012 | EP (Beilage in Legacy #80), Gastsängerin Anna Murphy (Eluveitie)                               |
| Rotkäppchen 2011 (feat. Anna Murphy)                  | 4:22  | Rotkäppchen                       | 2015 | EP, Gastsängerin Anna Murphy von Eluveitie                                                     |
| Rotkäppchen 2015 (Karaoke)                            | 4:32  | Rotkäppchen                       | 2015 | EP, instrumental                                                                               |
| Rotkäppchen 2015 (feat. Anna Murphy)                  | 4:22  | Rotkäppchen                       | 2015 | EP, Gastsängerin Anna Murphy von Eluveitie                                                     |
| Schildfront                                           | 4:53  | Schildfront                       | 2020 | Split-Album mit Minas Morgul                                                                   |
| Schildmaid                                            | 4:08  | Ewige Wacht                       | 2023 | [ 18 ]                                                                                         |
| Schildmaid (feat. Christopher Bowes)                  | 4:08  | Ewige Wacht                       | 2023 | Limited Edition Bonus-CD, Gastsänger Christopher Bowes (Alestorm)                              |
| Schildwall                                            | 3:31  | Zeichen                           | 2020 | [ 1 ]                                                                                          |
| Schildwall (feat. Zoltán Farkas)                      | 3:31  | Zeichen                           | 2020 | Limited Edition Bonus-CD, Gastsänger Zoltán Farkas (Ektomorf)                                  |
| Schlachtgebet                                         | 1:36  | Wolfszeit                         | 2007 | [ 9 ]                                                                                          |
| Schlachtgebet                                         | 1:26  | Wolfszeit II                      | 2019 | Neueinspielung des Debütalbums                                                                 |
| Siegreiches Heer                                      | 3:38  | Ewige Wacht                       | 2023 | [ 18 ]                                                                                         |
| Siegreiches Heer (feat. Korpiklaani)                  | 3:38  | Ewige Wacht                       | 2023 | Limited Edition Bonus-CD, Gastsänger Jonne Järvelä (Korpiklaani)                               |
| Schwertzeit                                           | 4:51  | Wolfskult                         | 2011 | [ 14 ]                                                                                         |
| Schwertzeit                                           | 4:50  | Legacy EP                         | 2012 | EP (Beilage in Legacy #80)                                                                     |
| Seele                                                 | 6:39  | Blutaar                           | 2010 | [ 8 ]                                                                                          |
| Sehnsucht                                             | 9:54  | Wolfskult                         | 2011 | [ 14 ]                                                                                         |
| Sieg oder Niedergang                                  | 4:35  | Blutaar                           | 2010 | [ 8 ]                                                                                          |
| Skål                                                  | 5:06  | Wolfszeit                         | 2007 | [ 9 ]                                                                                          |
| Skål [Live am Wolfszeit Festival 2011]                | 5:55  | Legacy EP                         | 2012 | EP (Beilage in Legacy #80), Livesong                                                           |
| Skål                                                  | 5:09  | Wolfszeit II                      | 2019 | Neueinspielung des Debütalbums                                                                 |
| Skuld (Akustik)                                       | 3:37  | Wolfskult                         | 2011 | Limited Edition Bonus-CD                                                                       |
| Streyfzug                                             | 3:51  | Das Ende aller Lügen              | 2016 | [ 5 ]                                                                                          |
| Streyfzug                                             | 3:51  | Das Ende aller Lügen              | 2016 | englisch, Limited Edition Bonus-CD                                                             |
| Streyfzug                                             | 3:51  | Das Ende aller Lügen              | 2016 | instrumental, Box-Edition (CD 3)                                                               |
| The End of all Lies                                   | 3:03  | Das Ende aller Lügen              | 2016 | englisch, Limited Edition Bonus-CD                                                             |
| The Great Dictator                                    | 2:26  | Das Ende aller Lügen              | 2016 | englisch, Limited Edition Bonus-CD                                                             |
| Tier                                                  | 5:06  | Legacy EP                         | 2012 | EP (Beilage in Legacy #80), bis dato unveröffentlicht                                          |
| Totentanz                                             | 4:45  | Das Ende aller Lügen              | 2016 | [ 5 ]                                                                                          |
| Totentanz                                             | 4:45  | Das Ende aller Lügen              | 2016 | instrumental, Box-Edition (CD 3)                                                               |
| Tyr                                                   | 4:16  | Ewige Wacht                       | 2023 | [ 18 ]                                                                                         |
| Tyr (feat. Obscurity)                                 | 4:16  | Ewige Wacht                       | 2023 | Limited Edition Bonus-CD, Gastsänger Agalaz (Obscurity)                                        |
| Urd (Akustik)                                         | 2:56  | Wolfskult                         | 2011 | Limited Edition Bonus-CD                                                                       |
| Verdandi (Akustik) (feat. Masha Scream)               | 2:39  | Wolfskult                         | 2011 | Gastsängerin Maria Archipowa (Arkona), Limited Edition Bonus-CD                                |
| Verräter                                              | 7:48  | Zeichen                           | 2020 | [ 1 ]                                                                                          |
| Verräter (feat. Tetzel)                               | 7:48  | Zeichen                           | 2020 | Limited Edition Bonus-CD, Gastsänger Tim Schmidt (Asenblut)                                    |
| Viel Feind viel Ehr                                   | 4:54  | Blutaar                           | 2010 | [ 8 ]                                                                                          |
| Viel Feind viel Ehr [Live am Wolfszeit Festival 2011] | 5:55  | Legacy EP                         | 2012 | EP (Beilage in Legacy #80), Livesong                                                           |
| Vorzeichen                                            | 7:45  | Guten Tag                         | 2012 | Hidden Track                                                                                   |
| Wanderer                                              | 3:01  | Zeichen                           | 2020 | [ 1 ]                                                                                          |
| Wanderer (feat. Alexander "Parabelritter" Prinz)      | 3:01  | Zeichen                           | 2020 | Limited Edition Bonus-CD, Gastsänger Alexander Prinz                                           |
| Was nicht darf                                        | 3:30  | Guten Tag                         | 2012 | [ 3 ]                                                                                          |
| Weltenbrand                                           | 2:43  | Wolfszeit                         | 2007 | [ 9 ]                                                                                          |
| Weltenbrand                                           | 2:38  | Wolfszeit II                      | 2019 | Neueinspielung des Debütalbums                                                                 |
| Weltenfeind                                           | 4:25  | Ewige Wacht                       | 2023 | [ 18 ]                                                                                         |
| Weltenfeind (feat. Nachtblut)                         | 4:25  | Ewige Wacht                       | 2023 | Limited Edition Bonus-CD, Gastsänger Askeroth (Nachtblut)                                      |
| Wieder mal verloren                                   | 3:29  | Guten Tag                         | 2012 | [ 3 ]                                                                                          |
| Wilde Jagd                                            | 3:56  | Blutaar                           | 2010 | [ 8 ]                                                                                          |
| Wildes Heer                                           | 4:25  | Zeichen                           | 2020 | [ 1 ]                                                                                          |
| Wildes Heer (feat. Askeroth)                          | 4:25  | Zeichen                           | 2020 | Limited Edition Bonus-CD, Gastsänger Askeroth (Nachtblut)                                      |
| Willkommen                                            | 0:25  | Guten Tag                         | 2012 | [ 3 ]                                                                                          |
| Windzeit                                              | 1:40  | Wolfszeit                         | 2007 | [ 9 ]                                                                                          |
| Windzeit                                              | 1:46  | Wolfszeit II                      | 2019 | Neueinspielung des Debütalbums                                                                 |
| Wintersturm                                           | 4:00  | Das Ende aller Lügen              | 2016 | [ 5 ]                                                                                          |
| Winterstorm                                           | 4:00  | Das Ende aller Lügen              | 2016 | englisch, Limited Edition Bonus-CD                                                             |
| Wintersturm                                           | 4:00  | Das Ende aller Lügen              | 2016 | instrumental, Box-Edition (CD 3)                                                               |
| Wir sind die Wölfe                                    | 4:41  | Wolfskult                         | 2011 | [ 14 ]                                                                                         |
| Wir sind die Wölfe                                    | 4:42  | Legacy EP                         | 2012 | EP (Beilage in Legacy #80)                                                                     |
| Wolfskult                                             | 4:12  | Wolfskult                         | 2011 | [ 14 ]                                                                                         |
| Wolfsmond                                             | 0:42  | Blutaar                           | 2010 | [ 8 ]                                                                                          |
| Wolfszeit                                             | 6:53  | Wolfszeit                         | 2007 | [ 9 ]                                                                                          |
| Wolfszeit [Live am Wolfszeit Festival 2011]           | 7:15  | Legacy EP                         | 2012 | EP (Beilage in Legacy #80), Livesong                                                           |
| Wolfszeit                                             | 6:53  | Wolfszeit II                      | 2019 | Neueinspielung des Debütalbums                                                                 |
| Zeichen der Zeit                                      | 4:07  | Blutaar                           | 2010 | [ 8 ]                                                                                          |
| Zeichen                                               | 5:13  | Zeichen                           | 2020 | [ 1 ]                                                                                          |
| Zeichen (feat. Olli Berlin)                           | 5:13  | Zeichen                           | 2020 | Limited Edition Bonus-CD, Gastsänger Oliver Berlin (Finsterforst)                              |